# Baseline Rock
Der Baseline Rock (von englisch baseline ‚Basislinie, Grundlinie‘) ist ein isolierter Rifffelsen vor der Mawson-Küste des ostantarktischen Mac-Robertson-Lands. Er liegt in der Holme Bay zwischen der Insel Nøstet und den Flat Islands.
Norwegische Kartografen kartierten ihn anhand von Luftaufnahmen, die bei der Lars-Christensen-Expedition 1936/37 entstanden. Das Antarctic Names Committee of Australia (ANCA) benannte ihn so, da er 1959 als ein Ende einer Basislinie für Triangulationsmessungen durch Teilnehmer der Australian National Antarctic Research Expeditions diente.